# Monkey's Audio
Monkey's Audio(몽키스 오디오)는 무손실 오디오 압축 코덱이다. 표준 코덱이 아닌 독자 코덱이다. MP3, OGG, AAC와 같은 손실 압축 코덱과는 달리, 무손실 압축 코덱은 원본 웨이브폼과 똑같은 웨이브폼을 재현한다. 다시 말해, 음질이 떨어지지 않는다. Monkey's Audio 소프트웨어는 압축, 압축 풀기 등의 목적으로 배포된다. Monkey's Audio의 파일들은 확장자 .ape를 쓴다. 메타데이터 파일들은 확장자 .apl을 쓴다.

## 비교 분석
FLAC이나 Shorten과 같은 무손실 압축 포맷과 비교했을 때, Monkey's Audio는 나름대로 장단점이 있다.

## 지원 환경
Monkey's Audio는 공식적으로는 윈도우 플랫폼만 지원한다. 그러나 XMMS, Beep Media Player용의 비공식 플러그인도 있으며, 이것으로 GNU/Linux 및 OS X, PowerPC, SPARC 등이 지원된다.

## 같이 보기
- APE 태그